# 858
858 foi um ano comum do século IX, que teve início e fim a um sábado, no Calendário juliano. A sua letra dominical foi B.
| Ano completo                   |
| ------------------------------ |
| Ano comum com início ao sábado |

## Eventos
- 24 de Abril - É eleito o Papa Nicolau I

## Mortes
- 7 de Abril - Papa Bento III
- Montoku, 55º imperador do Japão.